# Dimos Metsovo
Dimos Metsovo (Metsovo) är en kommun i Grekland.   Den ligger i prefekturen Nomós Ioannínon och regionen Epirus, i den centrala delen av landet, 300 km nordväst om huvudstaden Aten. Antalet invånare är 7 177.